# Ho Ši Minski gradski znakovni jezik
Ho Ši Minski gradski znakovni jezik (ISO 639-3: hos; sajgonski znakovni jezik, HCMCSL), znakovni jezik kojim se služe gluhe osobe na području grada Ho Ši Mina (Ho Chi Minh) u južnom Vijetnamu. Srodan je hanojskom, hajfonškom, laoskom i drugim ranijim znakovnim jezicima u Tajlandu. 
Broj korisnika koji se njime služe nije poznat

## Vanjske poveznice
- Ethnologue (14th)
- Ethnologue (15th)